# Rhinolophus schnitzleri
Rhinolophus schnitzleri (Wu & Thong, 2011) è un pipistrello della famiglia dei Rinolofidi endemico della Cina.

## Descrizione

### Dimensioni
Pipistrello di medie dimensioni con la lunghezza dell'avambraccio di 57,7 mm, la lunghezza della coda di 26,9 mm, la lunghezza del piede di 10 mm e la lunghezza delle orecchie di 30,1 mm.

### Aspetto
La pelliccia è lunga. Il colore delle parti dorsali è castano, mentre le parti ventrali sono marroni chiare. La foglia nasale è grigio chiara, presenta una lancetta eccezionalmente corta e con la punta arrotondata, la sella grande, molto lunga, con la punta smussata e i lati quasi paralleli e leggermente espansi in avanti. La porzione anteriore è quasi circolare e molto larga, con una profonda fessura mediana. Le orecchie sono enormi e arrotondate, l'antitrago è ben sviluppato. Le membrane alari sono marroni e attaccate posteriormente sulle caviglie. Le dita delle ali sono lunghe e gracili. La coda è lunga si estende oltre l'ampio uropatagio, il quale è marrone.

## Biologia

### Comportamento
Si rifugia all'interno di grotte.

### Alimentazione
Si nutre di insetti.

## Distribuzione e habitat
Questa specie è conosciuta soltanto da un individuo maschio adulto catturato presso Kunming, nella provincia cinese dello Yunnan.
Vive in aree coltivate a circa 1.550 metri di altitudine.

## Conservazione
Questa specie, essendo stata scoperta solo recentemente, non è stata sottoposta ancora a nessun criterio di conservazione.